# Ertuğrul Osman Osmanoğlu
Ertuğrul Osman Osmanoğlu (n. 18 august 1919, Istanbul – d. 23 septembrie 2009, Istanbul) a fost șef al casei dinastice Osman (sau Osmanlî, otomană, osmanlâie). Această dinastie a domnit între 1281-1923 în Imperiul Otoman. După desființarea în 1923 a sultanatului și în 1924 a califatului familia Osman a fost obligată să părăsească Turcia, devenită republică.

## Date biografice
Ertuğrul Osman s-a născut la Istanbul, în palatul Yîldîz, ca mezin al prințului Muhammed Burhanettin Efendi și al celei de-a doua soții a acestuia, Aliye Melik Nazlıyar Hanım Efendi, fiică a beiului Hüseyin. A fost nepot al sultanului Abdülhamid al II-lea.
A absolvit Academia Tereziană din Viena și École des Sciences Politiques din Paris. Din anii '40 a trăit în SUA, în anii din urmă în Manhattan, New York. A putut să viziteze Turcia abia în anii '90, după ce guvernul turc i-a acordat cetățenia.
La 12 martie 1994, după decesul prințului Mehmet Orhan Efendi, Ertuğrul Osman a devenit al 43-lea șef al casei imperiale Osman.
Soția sa, Zeynep Tarzi, este o fiică a lui Abdulfettah Tarzi, un nepot al fostului rege al Afganistanului, Amanullah Khan. Mama soției este de asemeni înrudită cu clanul imperial Osman.